# Quỹ Phúc lợi Động vật Đảng Bảo thủ
Quỹ Phúc lợi Động vật (Đảng) Bảo thủ (tiếng Anh: Conservative Animal Welfare Foundation; viết tắt: CAWF) là một tổ chức phúc lợi động vật có ảnh hưởng tại Vương quốc Liên hiệp Anh và Bắc Ireland. Theo The Daily Telegraph, "đây là một trong những nhóm vận động hành lang mạnh mẽ nhất trong Đảng Bảo thủ".
Những người bảo trợ cho  bao gồm các chính trị gia của Đảng Bảo thủ như David Amess, Zac Goldsmith, Carrie Johnson, Stanley Johnson, Dominic Raab, HHenry Smith và Theresa Villiers. Đồng thời, tổ chức đã thực hiện Ngày Động vật thế giới tại Hội nghị Đảng Bảo thủ năm 2021.

## Lịch sử
Tổ chức được thành lập vào năm 2016 bởi Lorraine Platt và chồng cô, Chris Platt từ Surrey. Là một Đảng viên Đảng Bảo thủ, Lorraine Platt đã quyết định thành lập CAWF khi bà và chồng đang vận động tranh cử tại khu vực bầu cử Esher và Walton – nơi một số người dân địa phương đã khẳng định sẽ không bỏ phiếu cho Đảng Bảo thủ khi nghị sĩ địa phương Ian Taylor hỗ trợ cho việc săn cáo. Platt đã muốn khẳng định chống lại quan điểm những người bảo thủ sẽ không quan tâm đến động vật và đưa ra tiếng nói cho việc ủng hộ phúc lợi động vật trong Quốc hội. Mặc dù CAWF thuở đầu chỉ là một trang web, nhưng sau đó đã phát triển mạnh mẽ với sự hỗ trợ của các nghị sĩ và có tác động đến các dự luật trong Quốc hội nước này.
Tuy nhiên, sự ủng hộ dành cho tổ chức trong Đảng Bảo thủ vẫn chưa phổ biến. Patrick McLoughlin đã từng viết một lá thư yêu cầu CAWF ngừng sử dụng biểu tượng của Đảng Bảo thủ. Người phát ngôn cho Đảng Bảo thủ cũng đã lên tiếng tổ chức này không liên kết với đảng, nhưng những người bảo trợ CAWF như Suzy Galge – vợ của nghị sĩ Đảng Bảo thủ Roger Gale lại cho rằng tổ chức và Đảng có quan hệ với nhau. Theo thông tin từ Lorraine Platt, tổ chức đang "tự nguyện thiết kế lại logo của mình".

## Quan điểm
Quỹ từng tổ chức vận động hành lang Nghị viện nhằm cải thiện các biện pháp bảo vệ phúc lợi động vật. Các lĩnh vực trọng tâm của tổ chức đã mở rộng từ săn cáo sang các vấn đề như xuất khẩu sống, chuồng nái, và trứng nuôi tự nhiên. Ngoài ra, tổ chức này còn quan tâm đến gan béo và săn bắn chiến phẩm.
Vào năm 2021, CAWF đã lập luận cho rằng Dự luận Phúc lợi Động vật nên bao gồm các động vật không xương sống như tôm hùm và bạch tuộc. CAWF đã công bố một báo cáo ước tính số lượng động vật không xương sống bị giết bởi các tàu đánh cá Anh và cho rằng các cuộc thảo luận về phúc lợi thường không tính đến động vật không xương sống vì "quan điểm lấy con người làm trung tâm không nắm bắt được ý nghĩa của việc động vật có tình cảm". Lorraine Platt đã mô tả bạch tuộc là loài "động vật rất thông minh, có tri giác" và hy vọng mọi người sẽ không ăn thịt chúng.
Tổ chức này cũng đã ủng hộ những cải cách để việc giết mổ nhân đạo hơn. Cùng với Hiệp hội Thú y Anh, tổ chức này đã lập luận về việc "chấm dứt việc giết mổ mà không gây mê", và công bố một báo cáo cho thấy nguồn cung cấp thịt từ động vật bị giết mà không gây mê tại Anh lớn hơn nhu cầu của người tiêu dùng. CAWF đã cho rằng các biện pháp bảo vệ hợp pháp đối với động vật nuôi nên áp dụng cho cá nuôi và nó có tác dụng làm cho việc giết mổ cá trở nên nhân đạo hơn.